# Бродец (община Тетово)
Вижте пояснителната страница за други значения на Бродец.
Бродец (на македонска литературна норма: Бродец; на албански: Brodeci, Бродеци) е село в Северна Македония, в община Тетово.

## География
Селото е разположено в областта Долни Полог, високо в източните склонове на Шар под Църн връх в долината на Шарската река.

## История
В края на XIX век Бродец е село в Тетовска кааза на Османската империя. Според статистиката на Васил Кънчов („Македония. Етнография и статистика“) от 1900 година Родец е село, населявано от 165 жители арнаути мохамедани.
Според Афанасий Селишчев в 1929 година Бродец е село в Селечка община с център Шипковица и има 72 къщи с 377 жители албанци.
Според преброяването от 2002 година селото има 1136 жители, всички албанци.